# Glavni organizacijski odbor pri štabu Komande Slovenije
Glavni organizacijski odbor pri štabu Komande Slovenije (kratica GOO) je bil organ kraljeve jugoslovanske vojske v Sloveniji med drugo svetovno vojno.
Poveljstvo kraljeve jugoslovanske vojske v Sloveniji oziroma Komanda Slovenije je nastala februarja 1942. Komanda Slovenije je imela štab, ki je bil sestavljen iz dveh delov: organizacijskega in vojaško-operativnega. Organizacijski del štaba je vodil GOO, ki je imel načelnika. Načelnik GOO je bil Anton Krošl, hkrati namestnik Komandanta Slovenije. Funkcijo načelnika GOO je Krošl opravljal od ustanovitve štaba in GOO do 30. avgusta 1942, ko so ga aretirale italijanske okupacijske sile.
Komanda Slovenije, ki jo je vodil major Karel Novak, je imela določene specifike. Čeprav je bila sestavni del kraljeve jugoslovanske vojske v domovini, njene vojaške moči niso predstavljale redne enote kraljeve vojske v Sloveniji, temveč tri izrazito politično profilirane in neodvisne legije: Slovenska legija, Sokolska legija in Pobratim, ki se je kasneje preoblikoval in postal Narodna legija. Legije so bile civilno organizirane skupine ljudi, ki so se oblikovale in delovale na različnih političnih platformah. Glavni organizacijski odbor, so vodili civilisti, predstavniki legij, kar je bila svojevrstna posebnost štaba. Pod GOO so spadali naslednji odseki: organizacijski, personalni, propagandni, policijsko-orožniški, materialni, obveščevalni, radio-telegrafski in kurirski.